# Нарин (Півка)
Нарин (словен. Narin) — поселення в общині Півка, Регіон Нотрансько-крашка, Словенія. Висота над рівнем моря: 478,1 м.